# Bibliothèque britannique
Cet article concerne un périodique. Pour la bibliothèque nationale britannique, voir British Library.

La Bibliothèque britannique est un périodique genevois créé en 1796. Il prend le nom en 1816 de Bibliothèque universelle. La partie scientifique de la publication sera renommée en 1846 Archives des sciences physiques et naturelles, alors que la partie littéraire disparaîtra en 1924 en fusionnant avec la Revue de Genève.

## Création et succès
La Bibliothèque britannique (titre complet à sa création : Bibliothèque britannique - Extrait des ouvrages anglais, périodiques et autres, des Mémoires et Transactions des sociétés et académies de la Grande-Bretagne, d'Asie, d'Afrique et d'Amérique rédigé à Genève par une Société de gens de Lettres) est un recueil périodique à la fois scientifique et littéraire, créé à Genève, en 1796, par les frères Marc-Auguste (1752-1825) et Charles Pictet (1755-1824), ainsi que par Frédéric-Guillaume Maurice (1750-1826).
Symbole de l'anglophilie genevoise, le but de la revue est de faire partager à ses lecteurs les dernières découvertes scientifiques et littéraire en provenance d'Angleterre. L'objectif est également d'apporter un éclairage intellectuel différent de la pensée diffusée par la Révolution française, l'Angleterre et son libéralisme traditionnel apparaissant aux patriciens genevois comme l'antithèse de la France jacobine. Comme son nom l'indique, la revue est principalement constituée par des traductions commentées d'articles sélectionnés parmi les publications anglaises et écossaises. Utilité, nouveauté et variété sont les trois critères principaux de sélection des articles.
La Bibliothèque britannique comporte deux séries qui paraissent successivement, Littérature et Sciences et Arts, ainsi qu'un supplément Agriculture. Alors que Frédéric-Guillaume Maurice, futur maire de Genève, se charge de l'administration du périodique, Charles s'occupe de la partie littéraire, ainsi que des articles liés à l'agriculture anglaise, qui constituent une série à part à raison d'un volume par année. Marc-Auguste, qui fera cinq voyages en Angleterre afin d'y rencontrer des scientifiques et des penseurs influents de l'époque, prend en charge la partie scientifique. En publiant et en traduisant de nombreux articles, mémoires et commentaires, la revue acquiert rapidement une grande renommée. Chaque année, ce sont sept volumes (trois de Littérature, trois de Sciences & Arts, un d'Agriculture) qui sont publiés en cahiers mensuels de 80 à 100 pages chacun. Le nombre de ses abonnés se stabilisera autour de 500, même si elle en comptera jusqu'à plus de 600 dans les années 1800. Entourés d'une petite équipe de collaborateurs (tels que Gaspard De la Rive pour la chimie, Louis Odier pour la médecine et Pierre Prevost pour la philosophie), Maurice et les frères Pictet font connaître au monde francophone des auteurs comme Walter Scott, Jeremy Bentham ou Jane Austen, les travaux sur la chaleur et la lumière du comte de Rumford, les découvertes de la chimie de Davy, ainsi que les voyages de Humboldt dans les Cordillères .
Dès octobre 1798, cette revue appréciée pour ses talents de vulgarisation scientifique, fit connaître dans toute l'Europe les découvertes dans la vaccination contre la variole de l'anglais Edward Jenner, qui en inocule en petites doses sous le nom de « variole vaccine ». La découverte est popularisée grâce à un médecin, le traducteur en français des travaux de Jenner, Louis Odier. Le terme de vaccin apparaît ainsi pour la première fois dans le vocabulaire francophone.
Il semblerait que le succès d'estime fut tel que Napoléon n'osa pas interrompre la publication d'un périodique qui, bien qu'apolitique, entretenait cependant un courant d'opinion libérale peu apprécié au sein de l'Empire. À la chute de Bonaparte, la Bibliothèque britannique compte 140 volumes de 300 à 350 pages.

## LaBibliothèque universelleet ses suites
Progressivement, le champ de publication de la Bibliothèque britannique s'élargit, le cadre imposé par son titre représentant de plus en plus une restriction pour les rédacteurs. De plus, la chute de Napoléon en 1815 change radicalement la donne politique et intellectuelle européenne. En 1816, le périodique est renommé Bibliothèque universelle avec pour objectif de s'ouvrir aux publications de l'Europe entière (principalement l'Allemagne et l'Italie). Il accepte désormais des articles originaux, notamment en provenance de savants helvétiques et italiens.
Le décès des frères Pictet en 1824 et 1825 freine l'essor de la revue, dont la direction est reprise par Georges Maurice, qui y collaborait depuis 1821, au nom d'une société d'une douzaine de membres, dont Augustin Pyramus de Candolle. En 1829, le supplément Agriculture est réuni à la série Sciences et Arts. En 1835, cette société éditrice est dissoute et la rédaction de la revue est reprise par Auguste de la Rive qui en réforme l'organisation en fusionnant les séries "Littérature" et "Sciences et Arts". Il décide aussi de payer systématiquement un certain nombre de contributeurs, généralement bénévoles jusque-là. De 1841 à 1845, De la Rive publie également un supplément scientifique intitulé Archives de l'électricité, qui compte environ 200 abonnés.
En 1846, la Bibliothèque universelle est à nouveau transformée. La partie scientifique, rédigée par De la Rive, Marignac et François-Jules Pictet, prend le nom d'Archives des sciences physiques et naturelles. La place accordée aux savants helvétiques devint plus importantes, grâce à la collaboration de chercheurs comme Alfred Gautier, Emile Plantamour, Alphonse de Candolle, ou encore Edouard Claparède. Reprise en 1947 par la Société de Physique et d'Histoire naturelle, elle se poursuit jusqu'à nos jours sous le titre d'Archives des Sciences.
La partie littéraire, qui est confiée à un comité de rédaction spécial, fusionne en 1861 avec la Revue suisse et prend le titre de Bibliothèque universelle et Revue suisse. Elle rencontre à nouveau un grand succès en Suisse romande dès 1866 sous la direction d’Édouard Tallichet (1828-1911), qui  s'entoure de talentueuses personnalités intellectuelles et littéraires comme Eugène Rambert, Marc Monnier ou Philippe Godet. La revue aura ensuite d'autres directeurs comme Edmond Rossier en 1909 et Maurice Millioud en 1915, mais elle perdra peu à peu ses lecteurs. Reprise par les éditions Payot en 1922, elle disparaît en fusionnant avec la Revue de Genève en 1924.